# Brasa dozieri
Brasa dozieri är en insektsart som beskrevs av Nielson och Freytag 1998. Brasa dozieri ingår i släktet Brasa och familjen dvärgstritar. Inga underarter finns listade i Catalogue of Life.